# Comuna Opilsko, Sokal
Opilsko (în ucraineană Опільсько) este o comună în raionul Sokal, regiunea Liov, Ucraina, formată din satele Boianîci, Hatkivka, Konotopî, Opilsko (reședința) și Zabujjea.

## Demografie
Componența lingvistică a comunei Opilsko
     Ucraineană (99,49%)
     Alte limbi (0,52%)
Conform recensământului din 2001, majoritatea populației comunei Opilsko era vorbitoare de ucraineană (99,49%), existând în minoritate și vorbitori de alte limbi.